# Neutronski presek
U nuklearnoj fizici, koncept neutronskog preseka se koristi za izražavanje verovatnoće interakcije između upadnog neutrona i ciljnog jezgra. Neutronski presek se može definisati kao površina u cm2 za koju je broj reakcija neutrona i jezgra koje se odvijaju jednak proizvodu broja upadnih neutrona koji bi prošli kroz to područje i broja ciljnih jezgara. U sprezi sa neutronskim fluksom, to omogućava izračunavanje brzine reakcije, na primer da se izvede toplotna snaga nuklearne elektrane. Standardna jedinica za merenje poprečnog preseka je barn, koja je jednaka 10−28 m2 ili 10−24 cm2. Što je veći presek neutrona, veća je verovatnoća da će neutron reagovati sa jezgrom.
Izotop (ili nuklid) se može klasifikovati prema njegovom neutronskom preseku i načinu na koji reaguje na upadni neutron. Nuklidi koji imaju tendenciju da apsorbuju neutron i ili se raspadaju ili zadržavaju neutron u svom jezgru su apsorberi neutrona i imaće presek hvatanja za tu reakciju. Izotopi koji prolaze kroz fisiju su fisiona goriva i imaju odgovarajući fisioni presek. Preostali izotopi će jednostavno raspršiti neutron i imati presek rasejanja. Neki izotopi, kao što je uranijum-238, imaju sva tri poprečna preseka različita od nule.
Izotopi koji imaju veliki presek rasejanja i malu masu su dobri moderatori neutrona. Nuklidi koji imaju veliki poprečni presek apsorpcije su neutronski otrovi ako ne podležu fisuji, niti se raspadaju. Otrov koji se namerno ubacuje u nuklearni reaktor da bi se kontrolisala njegova reaktivnost na dugi rok i poboljšala margina isključivanja naziva se sagorivi otrov.

## Spoljašnje veze
- XSPlot an online nuclear cross section plotter
- Neutron scattering lengths and cross-sections
- Periodic Table of Elements: Sorted by Cross Section (Thermal Neutron Capture)